# Quai de Conti
O Quai de Conti, ou mais comumente "Quai Conti", é um cais localizado ao longo do Sena, em Paris, no 6º arrondissement.

## Localização e acesso
Com 307 metros de comprimento, começa no 2 da rue Dauphine e termina na place de l’Institut. É uma via de mão única, leste-oeste.

## Origem do nome
Esta rua tem esse nome porque o Hôtel de Conti tinha ali sua entrada principal. Foi neste local que começaram as obras de construção do Hotel da Casa da Moeda, em 1771.

## Histórico
O Quai de Conti é citado no manuscrito Rues de Paris en 1636 como "rua do cais, que vai do final da Ponte Nova até a Porte de Nesle" (em francês:  rue du quay, allant du bout du Pont neuf à la porte de Nesle).
Em 1655, nasce o projeto de construção de um cais:

"Prefeitura. — Nós, hoje, fomos visitar o que é necessário fazer para o embelezamento e decoração da cidade, o cais do rio, do final da Pont-Neuf até a Porte de Nesle, seguindo as resoluções para isso tomadas na prefeitura, a pedido e solicitação do Sr. du Plessis de Guénégaud, Secretário de Estado; considerando que a casa chamada Château-Gaillard de alguma forma impediu a decoração do dito cais, que é usado apenas para entretenimento público, entre os quais há sempre algumas perturbações, e que a cidade que o concedeu não tira grande proveito dele; resolvemos, como resultado de outras deliberações anteriores, demoli-lo e usar as demolições que dele resultarem para o estabelecimento de um cais que se estenderá do referido local até a Porte de Nesle, compensando ao mesmo tempo os indivíduos que ali construíram com a permissão da cidade; e dada a necessidade de se proceder prontamente à obra do dito cais e de se fazer o apoio aos terrenos que ali foram trazidos, os quais poderiam danificar o rio, ordenamos que a construção do dito cais seja efectuada o mais brevemente possível. Feito no escritório da cidade, em 5 de novembro de 1655."
Em 1662, as principais obras de construção do cais já haviam começado e o projeto estava concluído:

"Prefeitura. Estamos hoje reunidos na prefeitura para dar nossa opinião sobre as propostas e projetos que nos foram apresentados para a construção de certos edifícios no cais de Malaquais e ao longo dele, juntando-se à Porte de Nesle, daí até à entrada da Rue de Seine, etc., são da opinião de que deveríamos continuar o cais do lado de Pont-Neuf até à torre de Nesle, e daí também conduzi-lo em linha recta até à rue des Petits-Augustins, deixando em frente à rua um cais com uma largura de 10 a 12 thoises, de acordo com os desenhos previamente estabelecidos, e os alinhamentos dados em conformidade aos proprietários das casas no referido cais. Feito no escritório da cidade, em 10 de julho de 1662."
Este cais, inicialmente denominado "Cais de Nesle", por causa da torre de Nesle que ocupava toda a sua largura, tendo em seguida o nome de "Cais de Guénégaud" por causa do hotel de Guénégaud que ficava ao lado, antes de tomar o nome de "Quai Conti".
Em 1769, cartas-patentes previam a ampliação do Quai Conti:

"22 de abril de 1769. — O Quai Conti será alargado da entrada da Rue Dauphine até a Rue Guénégaud, para acompanhar o alinhamento da nova Casa da Moeda, que está sendo construída no local do antigo Hôtel de Conti, em execução de nossas cartas patentes de abril de 1768, e serão feitas na parede do referido cais as devidas alterações e retificações relativas ao traçado da fachada do referido Hotel da Casa da Moeda; e um corte será feito em ambos os lados da rue Dauphine, em frente à Pont-Neuf.Este mesmo cais também será alargado após o alinhamento do novo Hotel da Casa da Moeda, através da remoção dos dois edifícios que delimitam os dois lados da Place du Collège-Mazarin, pelo qual será feita uma saída direta da rue de Seine para o cais em frente ao Louvre, reservando-se o direito de posteriormente ordenar uma comunicação da rue de Seine para a rue de Tournon, ambas na mesma direção em direção ao nosso palácio chamado Luxemburgo. Assinado Louis."
Contudo, essas disposições não foram implementadas.
Por decreto de 14 Frutidor ano VI (31 de agosto de 1798), o Quai de Conti tomou o nome de "Cais da Casa da Moeda":

"Administração central. Sessão do IV Frutidor Ano VI. A administração central do departamento, tendo em conta a carta do Comissário do Diretório Executivo à administração municipal do 10.º arrondissement, que propõe a alteração do nome do “quai de Conti”; o comissário do Diretório Executivo, ouvido, decide que este cais tomará o nome de “quai de la Monnaie”. O cidadão Molinos continua responsável pela execução desta ordem."
Duas decisões ministeriais, uma datada de 13 de fevereiro de 1810, assinada por Monlalivet, a outra datada de 7 de julho de 1817, determinaram o alinhamento deste cais. A Casa da Moeda e os edifícios localizados entre o Impasse de Conti e o Institut de France estão alinhados; o excedente está sujeito a uma redução considerável.
Um decreto da prefeitura de 27 de abril de 1814 devolveu-lhe o nome de "Quai de Conti".
As obras de reconstrução do cais foram realizadas entre 1851 e 1853. Isso resultou no alargamento da via pública, principalmente em frente ao Institut de France, onde o trânsito já era difícil e perigoso naquela época.

## Edifícios notáveis e lugares de memória

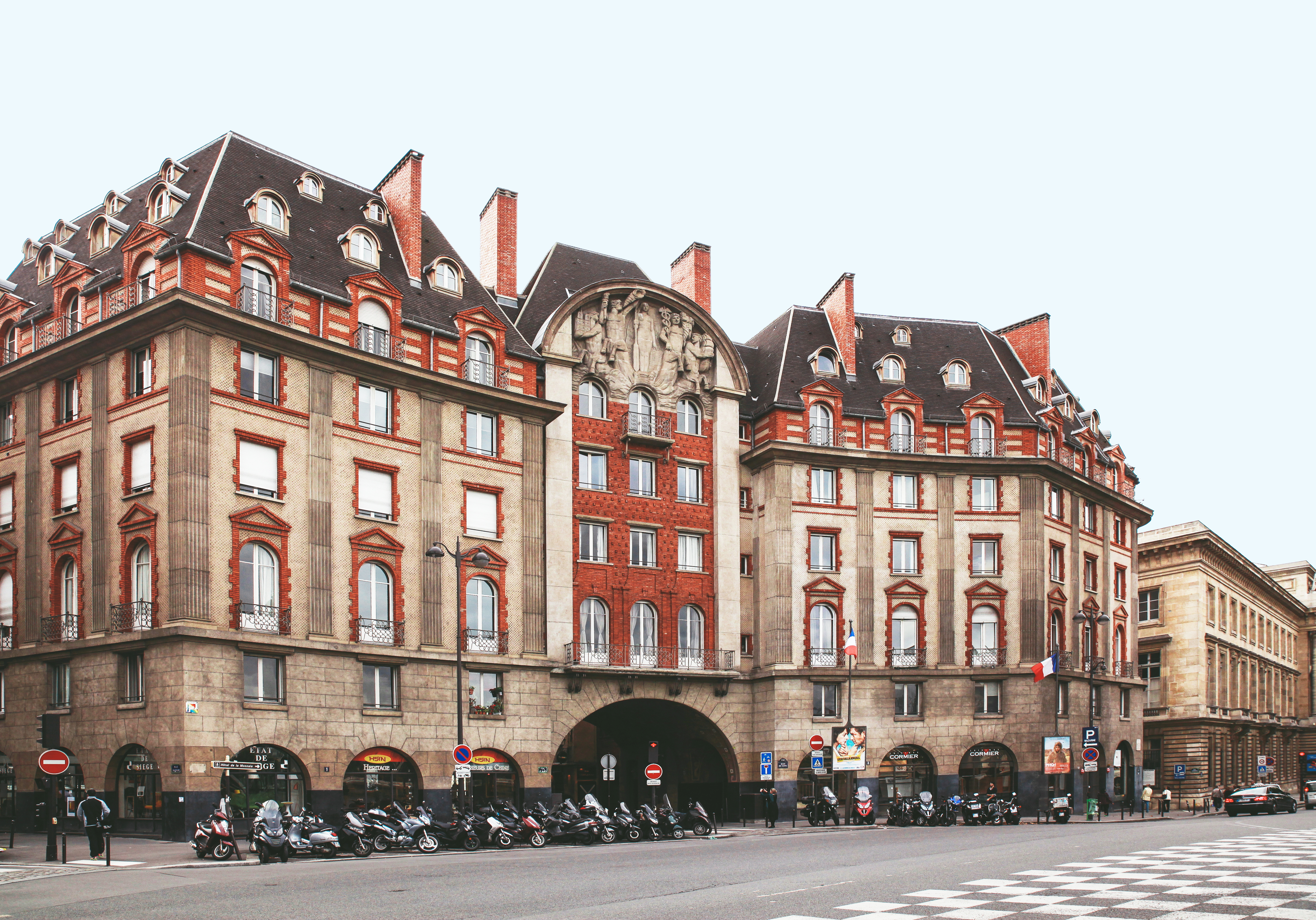
Nº 1, sob o arco passa a Rue de Nevers.

- No final da Rue Mazarine, em frente à Pont des Arts, no atual Quai de Conti, na altura da Place de l'Institut, ficava o antigo "Quai des Nations", que pode ser encontrado no mapa de Paris de Delagrive de 1760 a 1771.
- Na descida da Pont-Neuf, na esquina da rue de Nevers, ficava em 1729 a loja da Viúva Pissot, uma livreira que vendia o Mercure françois sob o signo da Croix d'Or
- N.º 1: Três edifícios construídos em 1932, que lembram a arquitetura de tijolos e pedras do início do século XVII da Place Dauphine, projetados pelo arquiteto Joseph Marrast e pelo escultor Calo Sarrabezolles.
- N.º 3: localização da loja de curiosidades e joias em Petit Dunkerque, criada por volta de 1760 por Granchez, natural de Dunquerque e joalheiro da rainha Maria Antonieta.
- N.º 11: o Hôtel des Monnaies, que abriga a Casa da Moeda de Paris, uma instituição pública responsável, entre outras coisas, pela gestão do Museu da Casa da Moeda de Paris, no antigo Hotel de Conti.
  - Neste nível, entre o cais e o ponto a jusante da praça Vert-Galant, foi construída a eclusa da Casa da Moeda, no Sena. Colocada em operação em 1853, funcionou até a enchente de 1910 e foi destruída em 1923.[1]
- N.º 11 bis: Centro de Resgate La Monnaie (CS), pertencente ao corpo de bombeiros de Paris. Este não é um edifício, mas uma barcaça. É aqui que os mergulhadores bombeiros parisienses estão baseados. No cais, pode-se ver a prancha de recuperação usada todos os dias para exercícios.
- N.º 13: Hotel Sillery-Genlis; Napoleão Bonaparte residiu lá.[2]
- N.º 13: aqui ficava a livraria Maire-Nyon em 1824. O prefeito Pierre Jouhanneaud viveu lá após sua demissão devido ao assassinato de Alexandre I da Iugoslávia.[3]
- N.º 15: local onde o escritor Patrick Modiano foi concebido, durante a ocupação alemã.
- N.º 23: antigo Collège des Quatre-Nations, sede do Institut de France. Em seu local ficava a torre de Nesle, parte do Muro de Filipe Augusto. A estátua do Marquês de Condorcet por Jacques Perrin, inaugurada no centenário de sua morte, 14 de julho de 1894. O político está ligado à história do distrito: foi inspetor-geral da Casa da Moeda e secretário perpétuo da Academia de Ciências, no Instituto. Além disso, numa época em que a Terceira República buscava promover figuras do Iluminismo em pedra, o cientista Condorcet era o equivalente ao literário Voltaire, cuja estátua foi erguida do outro lado do Institut de France, no Quai Malaquais (hoje Place Mahmoud-Darwich, substituída pela estátua La République). A estátua de Condorcet foi derretida durante a ocupação alemã e uma nova foi erguida em 1991, logo após o bicentenário da Revolução. Em 5 de julho de 1914, uma manifestação em favor do direito ao voto das mulheres, organizada por Séverine e reunindo 2.400 pessoas, ocorreu entre os Jardins das Tulherias e a estátua de Condorcet. Esta é a primeira manifestação pública deste tipo na França.[4] Em 1820-1822, casa de Guillaume Guillon-Lethière (1760-1832), diretor da Academia Francesa em Roma.
- N.º 25: O escultor Auguste Dumont (1801-1884) viveu e morreu lá.

## Na literatura
No romance Em Busca do Tempo Perdido, de Marcel Proust, o salão dos Verdurin fica no Quai de Conti.

## Galeria

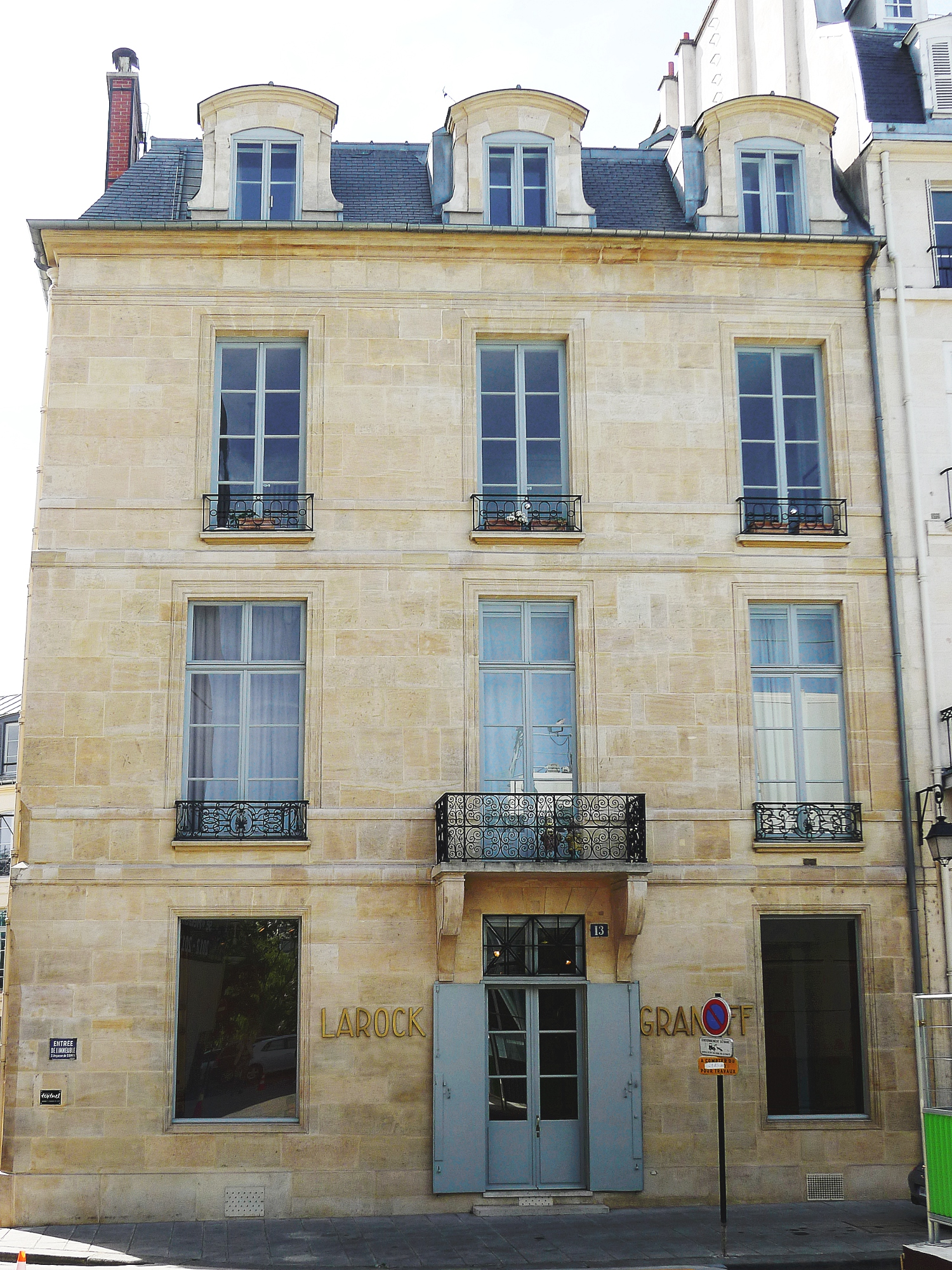
O hotel Sillery-Genlis no nº 13 .
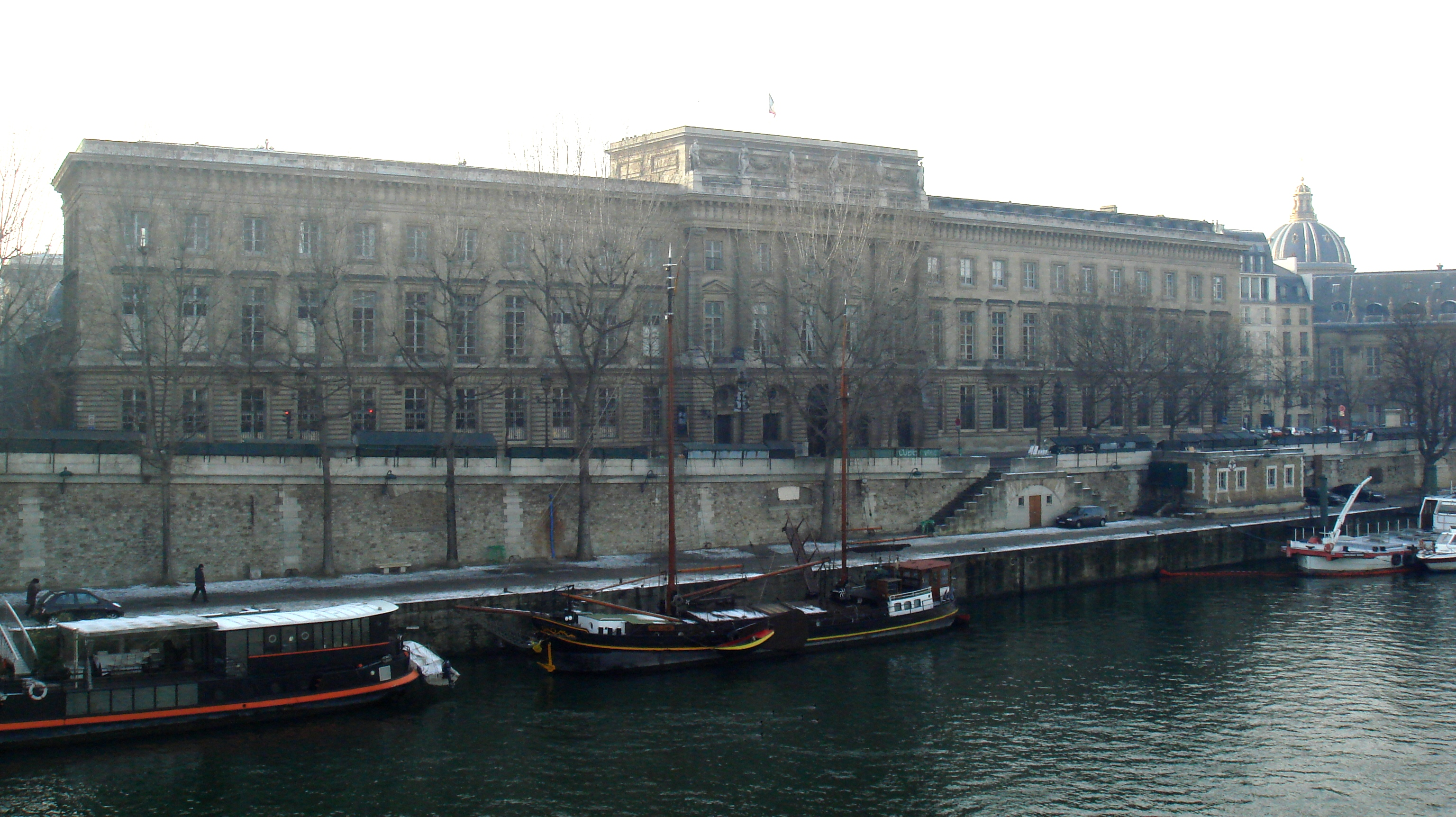
O Hotel da Casa da Moeda no nº 11 .
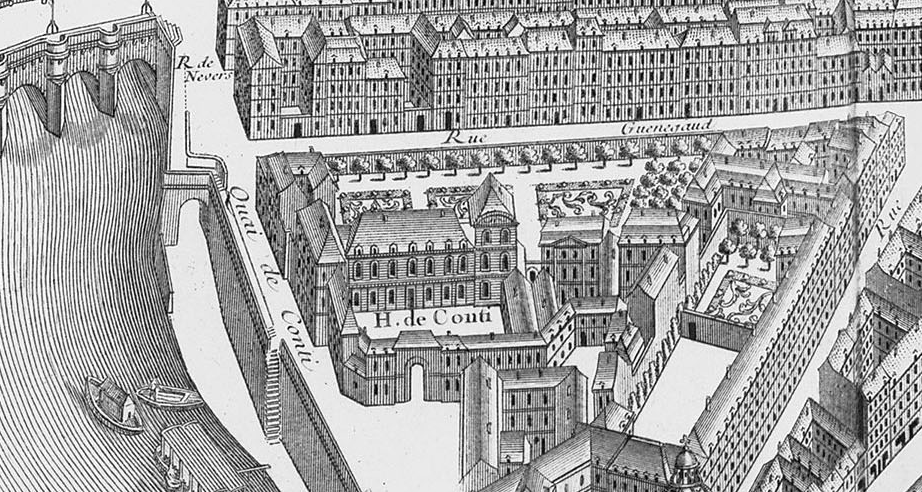
O Quai de Conti com o antigo Hôtel de Conti no plano de Turgot, por volta de 1737.
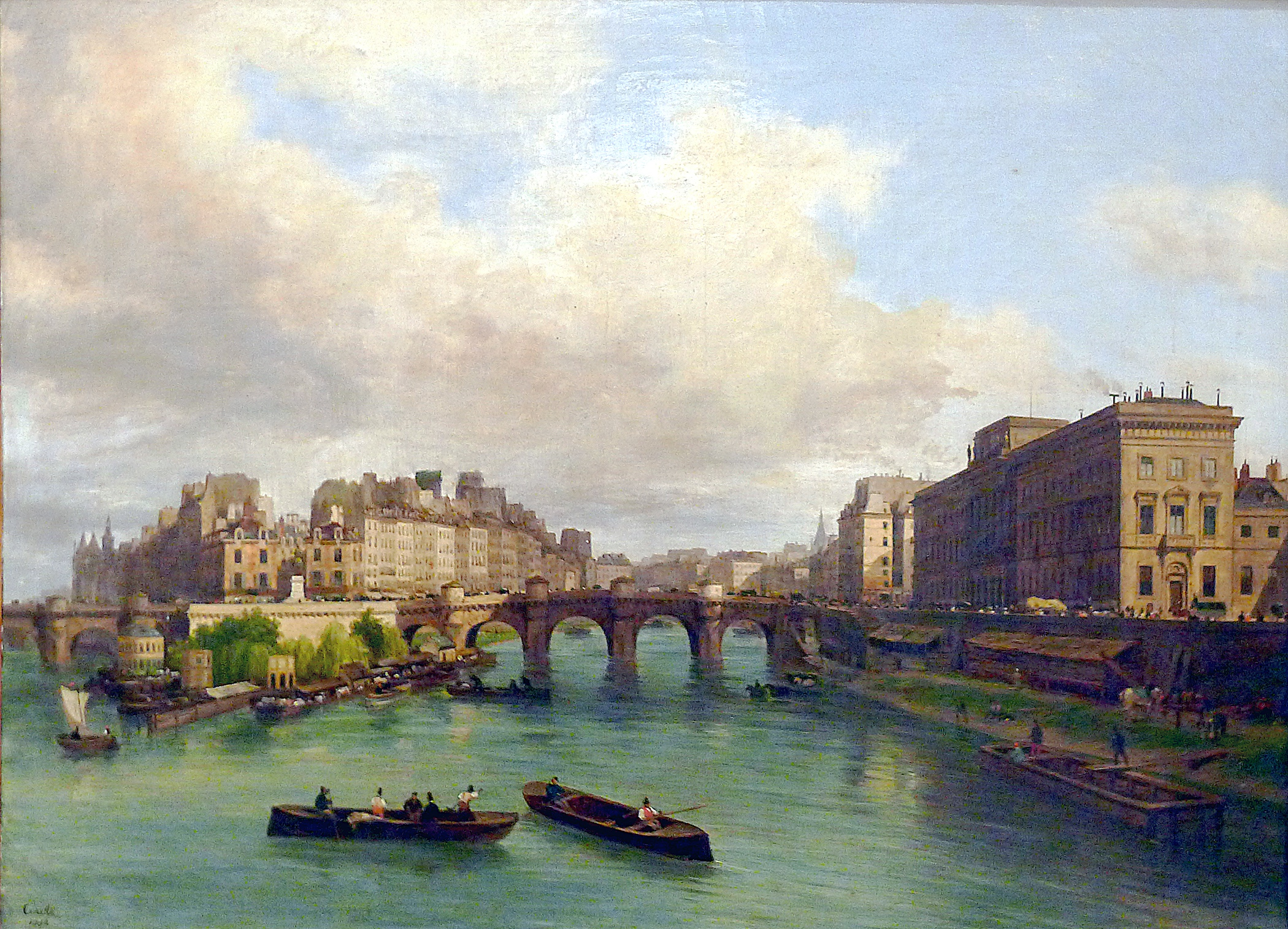
Giuseppe Canella, A Pont-Neuf, a Cidade, a Casa da Moeda e o Quai de Conti (1832), no Museu Carnavalet (Paris). O Quai de Conti é visível à direita.
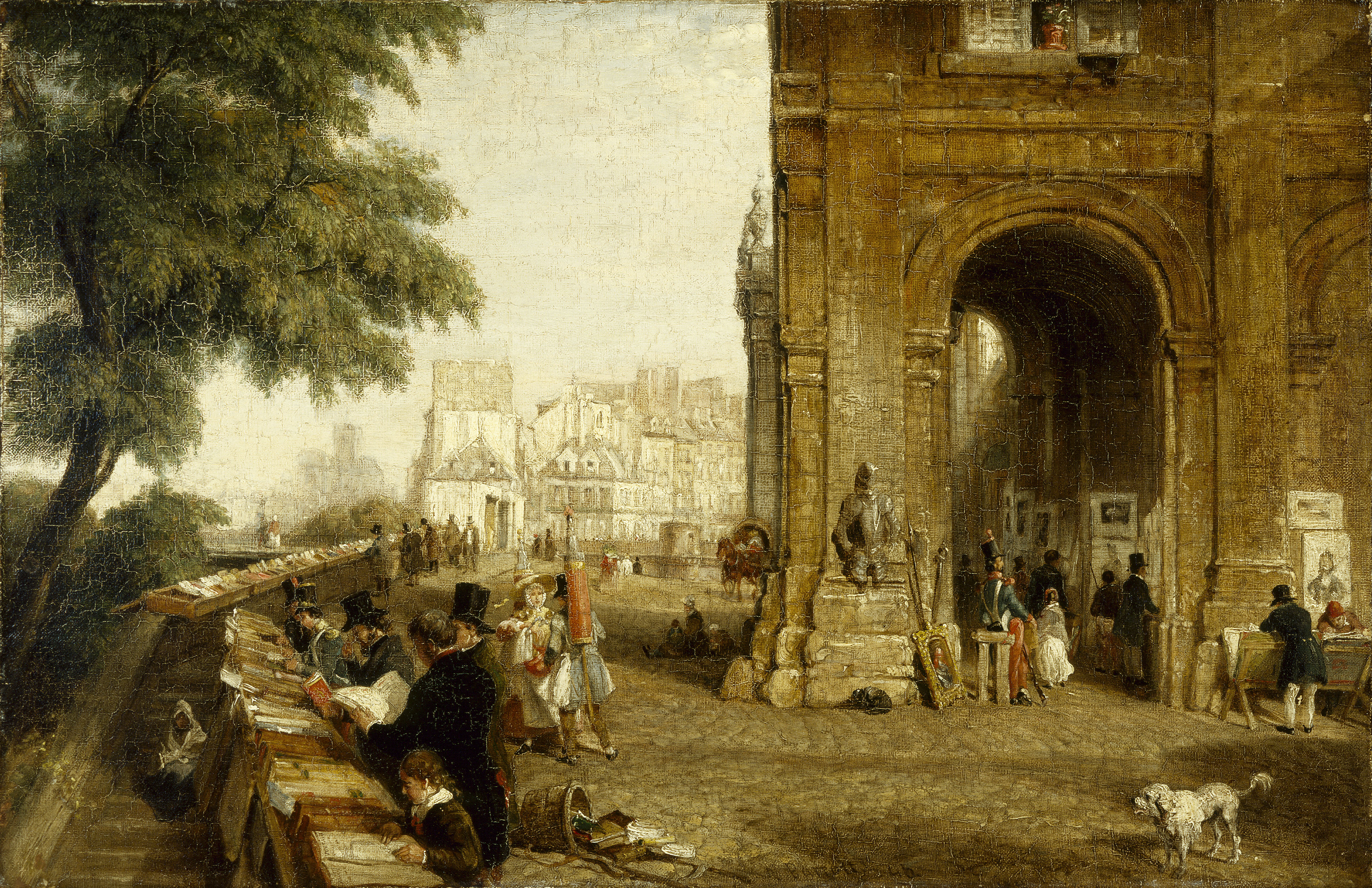
William Parrott, O Quai de Conti sob Louis-Philippe, no Museu Carnavalet (Paris).
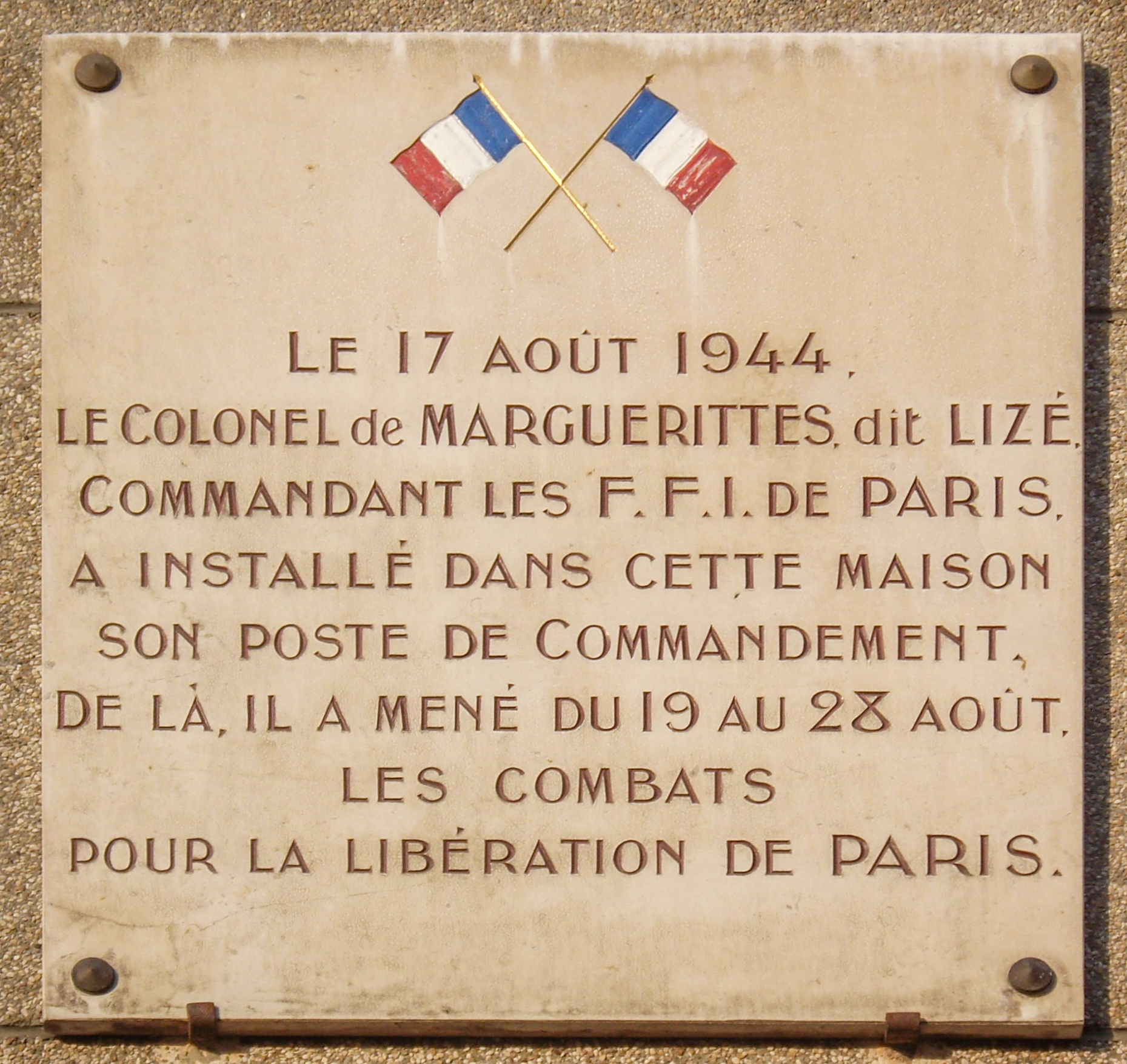
Placa no nº 5 marcando onde o Coronel de Marguerittes montou o seu posto de comando durante a libertação de Paris.